# Ерофеев, Василий Иванович
Василий Иванович Ерофеев (1937—2020) — советский и российский художник-живописец, график и педагог, профессор Курского государственного университета. Член Союза художников СССР (1968). Заслуженный художник РСФСР (1977). Народный художник РСФСР (1986).

## Биография
Родился 1 мая 1937 года в селе Покровское, Мантуровского района Курской области.
С 1952 по 1956 год обучался в Курском художественно-графическом педагогическом училище. С 1958 по 1963 год проходил обучение в Харьковском государственном художественном институте. С 1963 по 1964 год работал художником в Полтаве, был участником республиканской художественной выставки, где выставлялось его полотно «Полтавские цветы». С 1964 года на педагогической работе в Курском государственном педагогическом институте преподаватель, декан и профессор художественно-графического факультета. Помимо педагогической деятельности Ерофеев являлся руководителем ряда творческих групп художников для работы в Курской области и на Байкале. В 1981 году АХ СССР направила Ерофеева в творческую командировку в Италию.
Основные произведения созданные В. И. Ерофеевым в области портрета: лётчик А. В. Леонов, академик РАХ Г. И. Провоторов, цикл работ о заслуженных художниках России — В. Жилина, Л. Руднева и Н. Криволапова, живописи: «Курские красавицы», «Освобождение», «Молодая мать», «Групповой портрет доярок колхоза имени М. В. Фрунзе», «Полтавские цветы», «Возвращение Ивана», «Солдатки» и «Полюшко-поле», триптихи: «Родина моя — курские края», «Земля Курская» и «День Великой Победы». Работы Ерофеева экспонировались на всесоюзных и всероссийских выставках, а также зарубежных выставках в таких странах как: Франция, Венгрия и Болгария, репродукции его картин издавались в различных известных журналах, таких как: «Творчество», «Крестьянка», «Огонёк», «Искусство», «Советский воин», «Художник» и «Юность». Персональные выставки Ерофеева проходили в Курске, Москве и Венгрии.
Основные произведения Ерофеева хранятся в Государственной Третьяковской галерее, Горловском художественном музее, Курской государственной картинной галереи имени А. А. Дейнеки, областных картинных галереях и музеях Магнитогорска, Тамбова, Белгорода, Красноярска, а также в частных коллекциях и собраниях в таких странах как: Россия, Эстония, Украина, Венгрия, Болгария, Польша, Голландия, США, Италия, Франция, Дания и Германия.
С 1968 года В. И. Ерофеев являлся членом Союза художников СССР. С 1968 по 2007, с 2009 по 2014 и с 2014 по 2019 год — член Правления, с 1975 по 1977 год — председатель Правления Курской организации Союза художников РСФСР и делегат 2-го, 3-го и 5-го съездов художников РСФСР и России.
В 1977 году Указом Президиума Верховного Совета РСФСР «За большие заслуги в области искусства» Василию Ивановичу Ерофееву было присвоено почётное звание Заслуженный художник РСФСР, в 1986 году — Народный художник РСФСР.
Умер 29 октября 2020 года в Курске.

## Награды
- Медаль «За трудовое отличие» (1983[2])
- Народный художник РСФСР (1986[4])
- Заслуженный художник РСФСР (1977[3])
- Почётный работник высшего профессионального образования Российской Федерации (2001[6])
- Золотая медаль Союза художников России имени В. И. Сурикова (2014 — «За выдающийся вклад в изобразительное искусство России»[2])
- Почётная грамота Президиума Верховного совета РСФСР (1970[2])
- Дипломы АХ СССР (1971, 1975, 1985[2]) и Совета Министров РCФСР (1967, 1976, 1977, 1981[2])